# Уаттара, Булигибия
Булигибия Уаттара (фр. Bouliguibia Ouattara; 2 июля 1988, Бондуку) — ивуарийский футболист, защитник.

## Биография
В начале взрослой карьеры выступал на родине за клубы «Сабе Спортс», «АСЕК Мимозас», за клуб из Буркина-Фасо «Сантос» (Уагадугу) и за руандийский «Ньямирамбо». В составе «АСЕК Мимозас» становился чемпионом Кот-д’Ивуара и обладателем Кубка страны. В первой половине 2010-х годов несколько лет играл на Ближнем Востоке, в том числе за иорданские клубы «Аль-Араби» (Ирбид), «Аль-Рамта», «Аль-Вихдат». В составе «Аль-Рамта» стал финалистом Кубка Иордании 2012/13 и в 2013 году сыграл 2 матча в Кубке АФК.
В августе 2011 года перешёл в российский клуб «Химки», подписав годичный контракт. В первенстве ФНЛ сыграл всего один матч — 25 сентября 2011 года в игре против московского «Торпедо» провёл на поле первый тайм. В январе 2012 года контракт с игроком был расторгнут по обоюдному согласию.
Летом 2014 года перешёл в польский клуб «Корона» (Кельце). Дебютировал в высшем дивизионе Польши 20 июля 2014 года в матче против «Завиши». Осенью 2014 года сыграл в 9 матчах чемпионата, а весной следующего года появлялся только на скамейке запасных. О выступлениях в следующие полтора года нет сведений[уточнить].
В начале 2017 года присоединился к клубу второго дивизиона Финляндии «ОПС» (Оулу), за полсезона сыграл 19 матчей, все из них в стартовом составе, и забил 3 гола. Однако в сентябре 2017 года перешёл дивизионом ниже — в клуб «Каяанин Хака». В первой половине 2018 года выступал в чемпионате Эстонии за «Пайде ЛМ», провёл 13 матчей.
Затем снова играл на Ближнем Востоке, за клуб «Аль-Ансар» (Медина) из Саудовской Аравии (ряд источников ошибочно сообщает о выступлениях за ливанский «Аль-Ансар») и за оманский «Сур». В составе «Сура» сыграл 2 матча в Кубке АФК. В сезоне 2022/23 играл в пятом дивизионе Франции за «Лес Улис».